# Grave (pel·lícula de 2016)
Grave és una pel·lícula de cinema gore i terror corporal escrita i dirigida per Julia Ducournau. Es va projectar a la Setmana de la Crítica del 69è Festival Internacional de Cinema de Canes on va guanyar el Premi FIPRESCI. El film explica la història d'una jove vegetariana que es converteix en caníbal a la universitat.
Durant una projecció al Festival Internacional de Cinema de Toronto de 2016 van haver d'intervenir els tècnics sanitaris pel fet que dues persones es van desmaiar davant l'explicitat de certes escenes.

## Argument
Justine, que ha estat vegetariana tota la seva vida, comença el seu primer semestre a la facultat de Veterinària, la mateixa a la qual assisteix la seva germana gran, Alexia, i on els seus pares es van conèixer. La primera nit coneix Adrien, el seu company de pis, i són forçats a participar d'una sèrie de ritus d'iniciació. Són portats a una festa, on Alexia li mostra antigues fotos d'estudiants banyats en sang, incloent els seus pares. L'endemà al matí, els estudiants nous són ruixats amb sang i són forçats a menjar ronyons de conill crus. Justine s'hi nega a causa del seu vegetarianisme, però Alexia l'obliga a menjar-ne un. Justine se'n va amb Adrien i després descobreix unes lesions cutànies al seu cos. El metge l'informa que es deu a una toxiinfecció alimentària i li proporciona una crema.
L'endemà, Justine comença a sentir ànsies de menjar carn, cosa que la fa sentir avergonyida. A la nit va amb Adrien a una botiga perquè ningú no la vegi menjant carn. Encara no prou satisfeta, al matí menja pollastre cru i després regurgita part dels cabells que havia estat mastegant. Aquella nit, Alexia l'ajuda a depilar-se, però en intentar tallar la cera amb unes tisores Justine dona una puntada de peu i Alexia es talla un dit accidentalment. Alexia es desmaia i Justine agafa el dit. En olorar la sang se'l menja, just quan Alexia torna en si. No obstant això, menteix als seus pares afirmant que va ser el gos qui se'l va menjar.
El dia següent, Alexia porta Justine a una ruta deserta on salta de sobte quan un cotxe s'acosta provocant que s'estavelli contra un arbre. Alexia comença a cruspir-se un dels passatgers intentant donar una lliçó a la seva germana. Tot i això, l'ànsia de carn humana de Justine segueix creixent alhora que comença a sentir desitjos per Adrien. Aquella nit va a una festa on, com a part del mateix ritual d'iniciació, li donen pintura i l'obliguen a besar-se amb algú. Mentre es besen Justine mossega el llavi del jove. Torna a la seva habitació i es fa una dutxa en què es mossega part del seu propi llavi i se'l menja. Després es troba amb Adrien i mantenen relacions sexuals mossegant el seu propi braç fins a sagnar mentre té un orgasme.
En una altra festa, Justine s'emborratxa i Alexia la porta a una dipòsit de cadàvers. L'endemà tots la miren, alguns fins i tot proven d'evitar-la. Adrien li mostra un vídeo on es veu Justine avançant de quatre potes, intentant mossegar-li el braç davant dels crits dels assistents a la festa. L'endemà al matí, Justine es desperta al seu llit i es veu les mans ensangonades. Després mou els llençols, trobant el cadàver d'Adrien que mostra una cama menjada a més d'haver estat apunyalat per l'esquena. Justine observa Alexia tirada al terra.
Alexia és empresonada per l'assassinat d'Adrien i Justine és enviada a casa seva. Allà el pare li diu que el que ha passat no és culpa d'Alexia ni tampoc seva. Li explica que quan va conèixer la seva mare no podia comprendre perquè ella no volia estar amb ell i que ho va entendre quan es van besar, asenyalant-li una cicatriu al llavi.

## Repartiment
- Garance Marillier com a Justine
- Ella Rumpf com a Alexia
- Rabah Naït Oufella[7] com a Adrien
- Laurent Lucas com a pare
- Joana Preiss com a mare
- Bouli Lanners com a conductor
- Marion Vernoux com a infermera
- Jean-Louis Sbille com a professor

## Premis
- 2016: Premi FIPRESCI en la categoria "Seccions paral·leles", atorgat per un jurat de la Federació Internacional de la Premsa Cinematogràfica per a una pel·lícula a la Quinzena dels Cineastes o la Setmana de la Crítica en curs paral·lel al 69è Festival Internacional de Cinema de Canes[8]
- 2016: Festival Internacional de Cinema de Toronto, tercer lloc de la votació del públic per al premi Grolsch People's Choice Midnight Madness.[9]
- 2016: Premi Sutherland, al primer llargmetratge més original i imaginatiu al Festival de Cinema de Londres.[10]
- 2016: Méliès d'Or a la millor pel·lícula fantàstica europea
- 2016: La pel·lícula va guanyar dos premis al Festival de Cinema Fantàstic Europeu d'Estrasburg:
  - Pop daurat de la millor pel·lícula fantàstica internacional
  - Premi Public Choice a la millor pel·lícula fantàstica internacional
- 2016: Film Fest Gent :  Explore Award
- 2017: Premi Louis Delluc a la millor primera pel·lícula
- Va rebre quatre nominacions als 8ns Premis Magritte, guanyant el Millor pel·lícula estrangera en coproducció i el Millor disseny de producció.[11]
- 2018: Australian Film Critics Association nominada a la millor pel·lícula internacional (en llengua estrangera).[12]